# Трест
Трест — найбільш централізована форма монополістичних об'єднань, в межах якої підприємства-учасники відмовляються від виробничої, комерційної, а інколи й юридичної самостійності і підпорядковуються єдиному управлінню. Реальна влада в тресті належить правлінню або головній компанії.
Трести значно розвинені на Заході, і їх діяльність контролюється державними законами (антимонопольне законодавство). Порівняно з іншими формами монополії (картелями, синдикатами), які в Україні постали вже в останній чверті 19 ст., Трести і концерни не розвинулися у повній формі, не досягнувши тогочасного рівня концентрації промислового виробництва в Західній Європі і США.
За НЕПу, в 1922 — 23, в УРСР відбулося трестування і синдикування промисловості, при тому частково ліквідовано головне управління, а територіально пов'язані групи підприємств з метою здешевлення продукції та впровадження раціональніших виробничих процесів об'єднано в трести. Процес створення трестів як юридичних одиниць не відбувався систематично в усіх галузях промисловості і був остаточно завершений законом ВЦВК і РНК СРСР 10. 4. 1923. В Україні порівняно з іншими республіками трести розвинулися найшвидше: у жовтні 1921 організовано трест «Південсталь», що об'єднував три великі металургійні заводи: Макіївський, Юзівський і Петровський (згодом йому підпорядковано ще 19 менших) з рядом вугільних шахт і коксовими підприємствами; у вугільній промисловості створено великий трест «Донбасвугілля», у рудній — «Південнорудний трест» (ПРТ), заводи важкого машинобудування були об'єднані в Південно машинобудівний трест (ПМТ), а сільськогосподарського машинобудування — у двох трестах: «Південний Сільмаштрест» з центром у Запоріжжі й «Укртрестсільмаш» у Харкові. З інших трестів більшими були «Хімвугілля», «Укрпапіртрест», «Шкіртрест Правобережжя», «Донбасцемент», «Донбаскераміка», «Маслотрест», «Тютюнтрест», «Махортрест», «Цукротрест», «Електротрест», «Текстильтрест», «Спиртотрест», «Склосода», «Коксобензол» і «Укрборошномельтрест». Всього за НЕП в Україні нараховувано 36 місцевих і 24 республіканські трести, але їхнє адміністративне підпорядкування не було точно визначене. Номінально трести були підпорядковані Українській Раді Народного Господарства (УРНГ), але починаючи з 1925, деякі адміністративні обов'язки перебрав також Держплан УРСР. Боротьба за Т. між Держпланом УРСР, гол. управліннями ВРНГ та всесоюзними наркоматами призвела у 1929 — 30 до поступової ліквідації більшости трестів в Україні, а з ліквідацією ВРНГ 1932 трести та синдикати були роздрібнені й перестали існувати. Окремі підприємства підпорядковано безпосередньо наркоматам.
У зв'язку з реформами Хрущова та запровадженням системи раднаргоспів Т. в СРСР і УРСР з поч. 1960 відродилися, але вже тільки як виробничоадміністративні об'єднання, що виконували ролю проміжної ланки між гол. управлінням міністерств та підприємствами, виконуючи допоміжні функції координації-виробничих планів. У такій зміненій формі Т. проіснували до сер. 1970-их pp. у різних галузях промисловості (у вугільній «Антрацит», «Червоноградвугілля», у мангановій «Никопольмарганець»; у будів. «Головхарківбуд», «Полтаваспецбуд», у деревообробній «Львівдеревпром» та ін.). У березні 1973 здійснено в СРСР реформу органів управління пром. підприємств з поступовою ліквідацією Т. і заміною їх виробничими об'єднаннями союзного і респ. підпорядкування. Сучасні пром. об'єднання, на відміну від кол. Т. є госп. комплексами з правами юридичної особи, що несуть повну адміністративну відповідальність за діяльність підпорядкованих їм підприємств або й груп льокальних об'єднань. До таких об'єднань респ. підпорядкування в Україні належать львівське об'єднання скляної промисловості «Райдуга», об'єднання шкіряної промисловості «Прогрес» й ін.